# S/S Turisten
För andra fartyg med namnet Turisten, se Turisten.

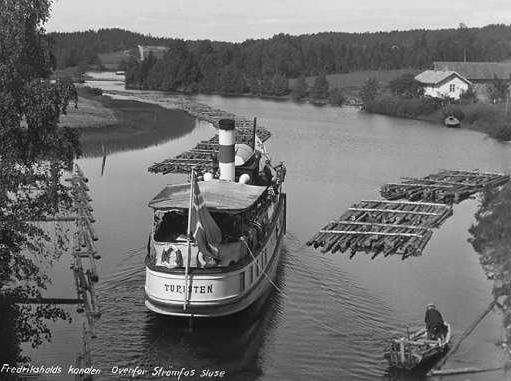
DS «Turisten» i Haldenkanalen 1925

S/S Turisten är ett norskt ångfartyg, som byggdes på Nylands mekaniske verksted i Christiania  1887. Båten var byggenummer 65.
S/S Turisten, som också kallades "Dronningen", gick 1887-1963 som passagerar- och fraktbåt på Haldenvassdraget den 75 kilometer långa sträckan mellan Tistedal i Halden och Skulerud. Skrovet sänktes därefter i Femsjøen på 20 meters djup i december 1967. En privatperson inköpte ångmaskinen, som förvarades på Norsk Teknisk Museum i Oslo. Även en del inventarier tillvaratogs. 
Efter 30 år bärgades båten genom initiativ av en grupp entusiaster från trakten kring Aremark  och renoverades på varvet Hansen & Arntzen i Stathelle 1997-2009. Den ursprungliga ångmasinen, skeppsratten och maskintelegrafen och vissa andra inventarier har återinstallerats. Namnet "Turisten" godkändes inte av Sjøfartsdirektoratet, eftersom det redan fanns ett annat fartyg med det namnet: M/S Turisten, vilket också trafikerade Haldenkanalen. Fartyget döpte därför först till  Tur, men 2010 döptes M/S Turisten om till M/S Strømsfoss och S/S Turisten kunde återfå sitt ursprungliga namn. Hon sjösattes en andra gång den 9 juni 2009 på Femsjøen och gjorde sin andra jungfruresa den 27 juni 2009 från Tangen brygge i Tistedal till Ørje.
Fartyget ägs av Alf Ulven och Tore Aksel Voldberg genom D/S Turisten AS. Det har sin hamn i Strømsfoss i Aremarks kommun.